# Pipridae
Famille
Les Pipridae (ou pipridés) sont une famille de passereaux constituée de 14 genres et 52 espèces de manakins. 

## Description
Ce sont de petits oiseaux arboricoles (de 7 à 16,5 cm de longueur) à la silhouette compacte, au bec court et assez large et aux ailes courtes. Leur queue est courte, excepté chez les mâles de quelques espèces.

## Alimentation
Ces oiseaux se nourrissent surtout de fruits, cueillis en vol, et d'insectes.

## Habitats et répartition

Répartition en Amérique centrale et du Sud.

Ils vivent en Amérique centrale et dans la partie tropicale de l'Amérique du Sud.
On les rencontre principalement dans la forêt tropicale, quelques espèces dans les bois broussailleux et les fourrés.

## Position systématique
Dans la classification de Sibley, le Sapayoa à bec large (Sapayoa aenigma), autrefois considéré comme une espèce de pipridés, est classé dans une famille particulière, les Sapayoidés aux affinités mal définies.

### Liste alphabétique des genres
D'après la classification de référence du Congrès ornithologique international :
- Ceratopipra (5 espèces)
- Chiroxiphia (7 espèces)
- Chloropipo (2 espèces)
- Corapipo (3 espèces)
- Cryptopipo (2 espèces)
- Heterocercus (3 espèces)
- Ilicura (1 espèce)
- Lepidothrix (9 espèces)
- Machaeropterus (5 espèces)
- Manacus (4 espèces)
- Masius (1 espèce)
- Neopelma (5 espèces)
- Pipra (3 espèces)
- Pseudopipra (1 espèce)
- Tyranneutes (2 espèces)
- Xenopipo (2 espèces)

### Liste des espèces
D'après la classification de référence (version 5.2, 2015) du Congrès ornithologique international (ordre phylogénique) :